# Tehuilotepec, Guerrero
Tehuilotepec är en ort i Mexiko.   Den ligger i kommunen Taxco de Alarcón och delstaten Guerrero, i den sydöstra delen av landet, 110 km söder om huvudstaden Mexico City. Tehuilotepec ligger 1 694 meter över havet och antalet invånare är 2 377.
Terrängen runt Tehuilotepec är kuperad åt sydost, men åt nordväst är den bergig. Runt Tehuilotepec är det ganska tätbefolkat, med 139 invånare per kvadratkilometer. Närmaste större samhälle är Taxco de Alarcón, 2,6 km väster om Tehuilotepec. I omgivningarna runt Tehuilotepec växer huvudsakligen savannskog.